# Przystanek na peryferiach
Przystanek na peryferiach (cz. Tam na konečné) – czechosłowacki czarno-biały dramat filmowy z 1957 w reżyserii Jána Kadára i Elmara Klosa. 

## Obsada
- Eva Očenášová jako Olina, studentka (głos: Alena Kreuzmannová[1][2])
- Vladimír Ráž jako Karel Martinec, farmaceuta
- Martin Růžek jako pijak Pešta
- Jana Dítětová jako Maruna
- Marie Brožová jako Kovandová
- Vladimír Hlavatý jako František Kovanda
- Josef Kemr jako Brzobohatý
- Hana Hegerová jako Zuzana, siostra Oliny (głos: Jiřina Švorcová[1])
- Blažena Slavíčková jako mleczarka
- Stella Zázvorková jako mama Ferdíka
- Radovan Lukavský jako porucznik
- Petr Haničinec jako lotnik

## Źródła
- Przystanek na peryferiach w bazie IMDb (ang.)
- Przystanek na peryferiach w bazie Filmweb
- Tam na konečné w bazie Kinobox.cz (cz.)
- Tam na konečné. w bazie ČSFD.cz. (cz.).
- Tam na konečné. w bazie FDb.cz. (cz.).
- Tam na konečné. w bazie Filmový přehled. (cz.).